# (764) Gedania
(764) Gedania es un asteroide perteneciente al cinturón de asteroides descubierto el 26 de septiembre de 1913 por Franz Heinrich Kaiser desde el observatorio de Heidelberg-Königstuhl, Alemania.
Está nombrado por el nombre antiguo de la ciudad polaca de Gdansk.